# 欣特塞 (奥地利)
欣特塞（德語：Hintersee）是奥地利萨尔茨堡州萨尔茨堡城郊县的一个市镇。总面积47.44平方公里，总人口462人，人口密度9.7人/平方公里（2005年）。